# Hands of Stone – Fäuste aus Stein
Hands of Stone – Fäuste aus Stein (Originaltitel: Hands of Stone) ist ein US-amerikanisches, biografisches Filmdrama aus dem Jahr 2016, das am 26. August 2016 veröffentlicht wurde. Regie führte Jonathan Jakubowicz, der auch das Drehbuch schrieb. Die Hauptrollen übernahmen Édgar Ramírez, Ana de Armas und Robert De Niro.

## Handlung
Am 13. September 1971 schaut der renommierte Boxtrainer Ray Arcel im Madison Square Garden einen Boxkampf zwischen Roberto Durán gegen Benny Huertas und erkennt, dass Durán, der den Kampf in der ersten Runde durch K. o. gewinnt, großes Talent besitzt, und will ihn sogar kostenlos trainieren, doch Durán lehnt das Angebot ab. Durán denkt an seine Kindheit in Panama, als es zwischen den USA und Panama zu einem Flaggenstreit kam und er durch den Diebstahl von Mangos und illegale Straßenkämpfe seine Familie und Freunde unterstützt. Der lokale Boxtrainer Plomo Quiñones erklärt sich bereit, Durán zu trainieren, wenn dieser mit dem Stehlen aufhört. Durán ist erfolgreich, gewinnt Kampf um Kampf und lernt 1971 Felicidad Iglesias, seine spätere Ehefrau, kennen.
Ray Arcel versucht in den 1950er Jahren, Boxkämpfe aus New York City für einen Fernsehsender zu organisieren, doch die Mafia will davon nichts wissen und verübt einen Anschlag auf Arcel, den er überlebt, sich aber vorerst aus dem Boxsport zurückzieht. 1972 kehrt er als Trainer von Durán zurück; die Mafia hält sich diesmal aber zurück, weil er Durán gratis trainiert, und es bis zum Ende der Handlung zwischen den zwei Parteien keinen Konflikt mehr gibt. Den ersten Kampf, Durán gegen Buchanen, gewinnt Durán und holt sich damit seinen ersten WM-Titel im Leichtgewicht. Im Laufe der nächsten Jahre gewinnt Durán viele Kämpfe, Felicidad gebärt ihm Kinder und Durán wird zum Superstar und Unterstützer der Armen in seinem Heimatland Panama.
In Montreal im Juni 1980 gewinnt Durán gegen Sugar Ray Leonard, den er vorher beleidigt hat, einstimmig nach Punkten und wird Weltmeister im Weltergewicht. Im November des gleichen Jahres in New Orleans gewinnt Leonard den Rückkampf, da Durán in der achten Runde aufgibt, weil der Kampf für ihn zu früh kommt und er nicht austrainiert ist, was das Volk von Panama sehr enttäuscht. Auch Arcel zieht sich von Durán zurück und Plomo wird wieder sein Trainer. Ein paar Jahre später entschuldigt sich Durán bei Leonard, der Duráns Kampf gegen Davey Moore am Ring kommentiert, dass er ihn und seine Frau damals beleidigt hat. Durán gewinnt den Kampf durch technischen K. o. in der achten Runde, wird wieder Weltmeister und stellt seine Popularität und den Stolz auf ihn beim Volk von Panama wieder her.

## Produktion

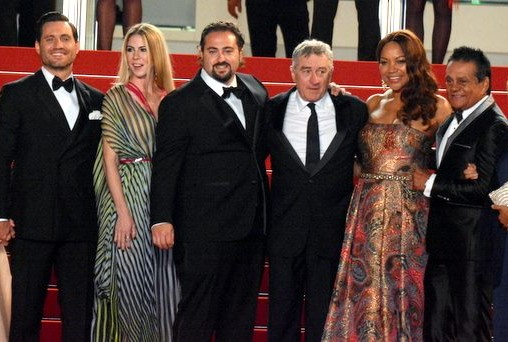
Édgar Ramírez (links) 2016 während der Präsentation des Films Hands of stone bei den Filmfestspielen in Cannes.

Der Film wurde zwischen Dezember 2013 und März 2014 in Panama gedreht.

## Veröffentlichung
The Weinstein Company veröffentlichte den Film am 26. August in 2.500 Kinos.

## Rezeption
Bei Rotten Tomatoes bekam der Film eine Zustimmungsrate von 44 Prozent, basierend auf 111 Kritiken, mit einer durchschnittlichen Bewertung von 5,3/10. Bei Metacritic hat der Film eine gewichtete Durchschnittsnote von 54/100, basierend auf 31 Kritiken.